# Turismo na França

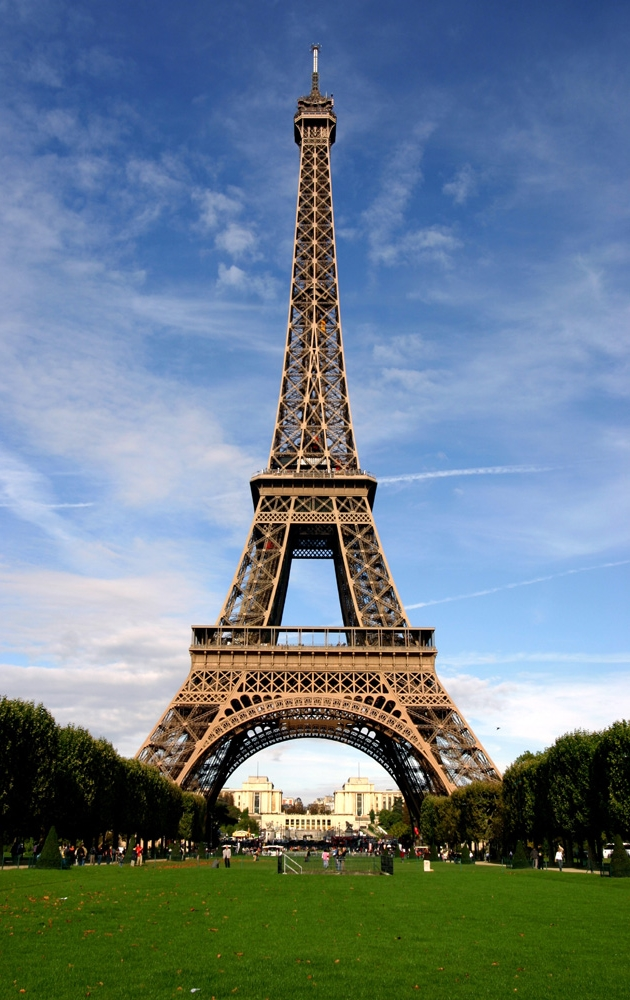
A Torre Eiffel. O monumento mais emblemático de França considerada um dos símbolos da nação.

O Turismo na França representa uma grande soma de receitas financeiras.

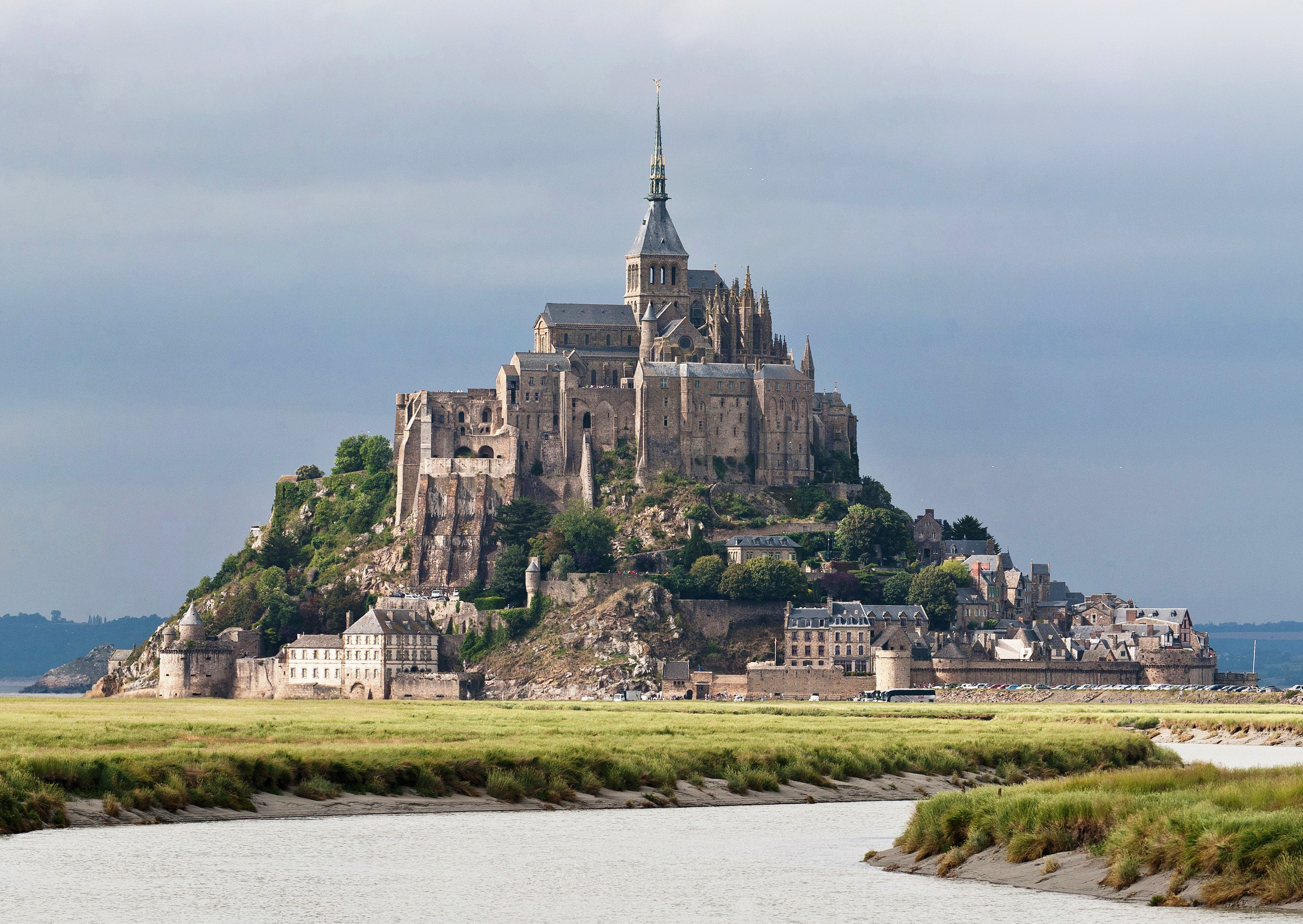
O Monte Saint-Michel na Canal da Mancha.

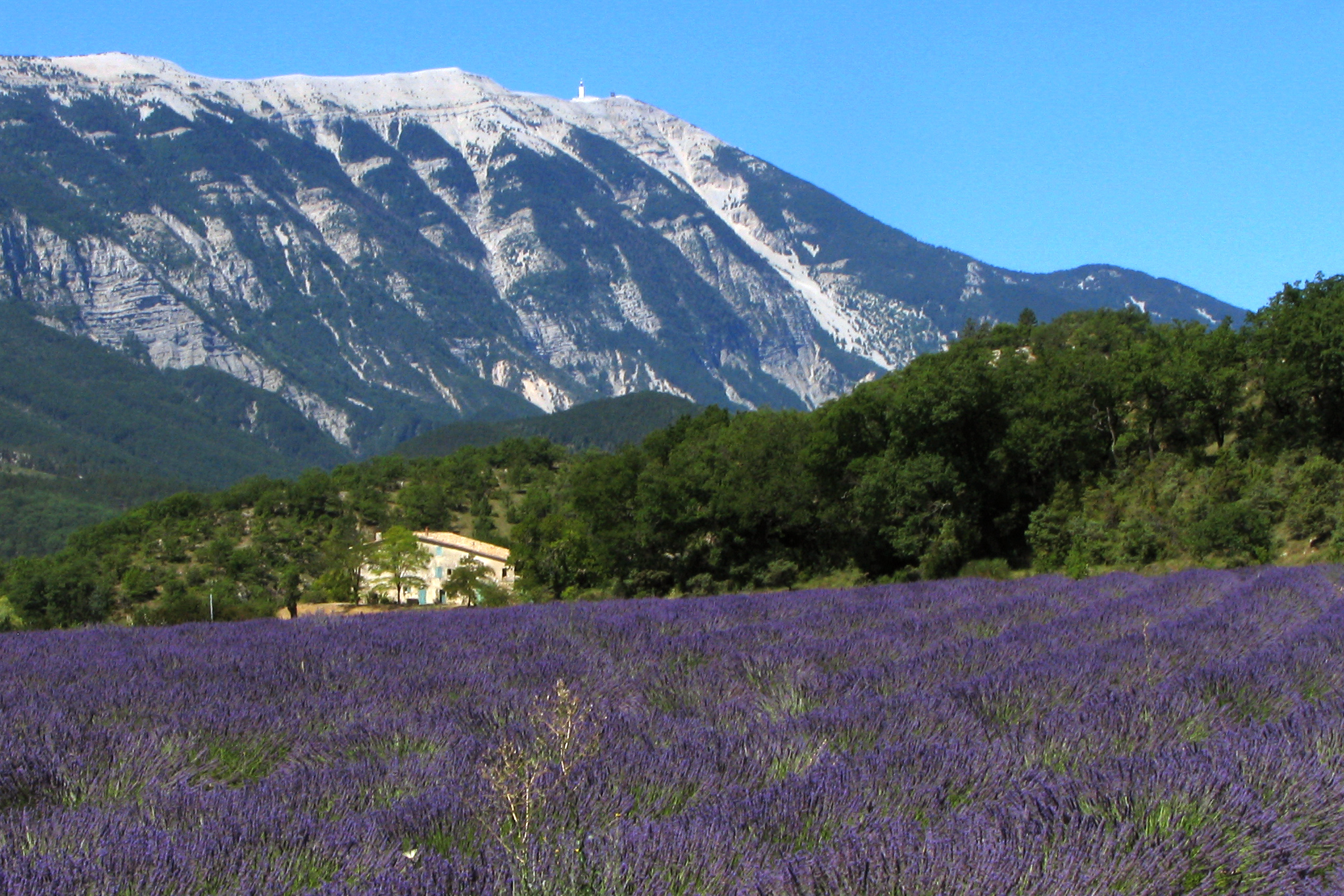
Monte Ventor na Provença.

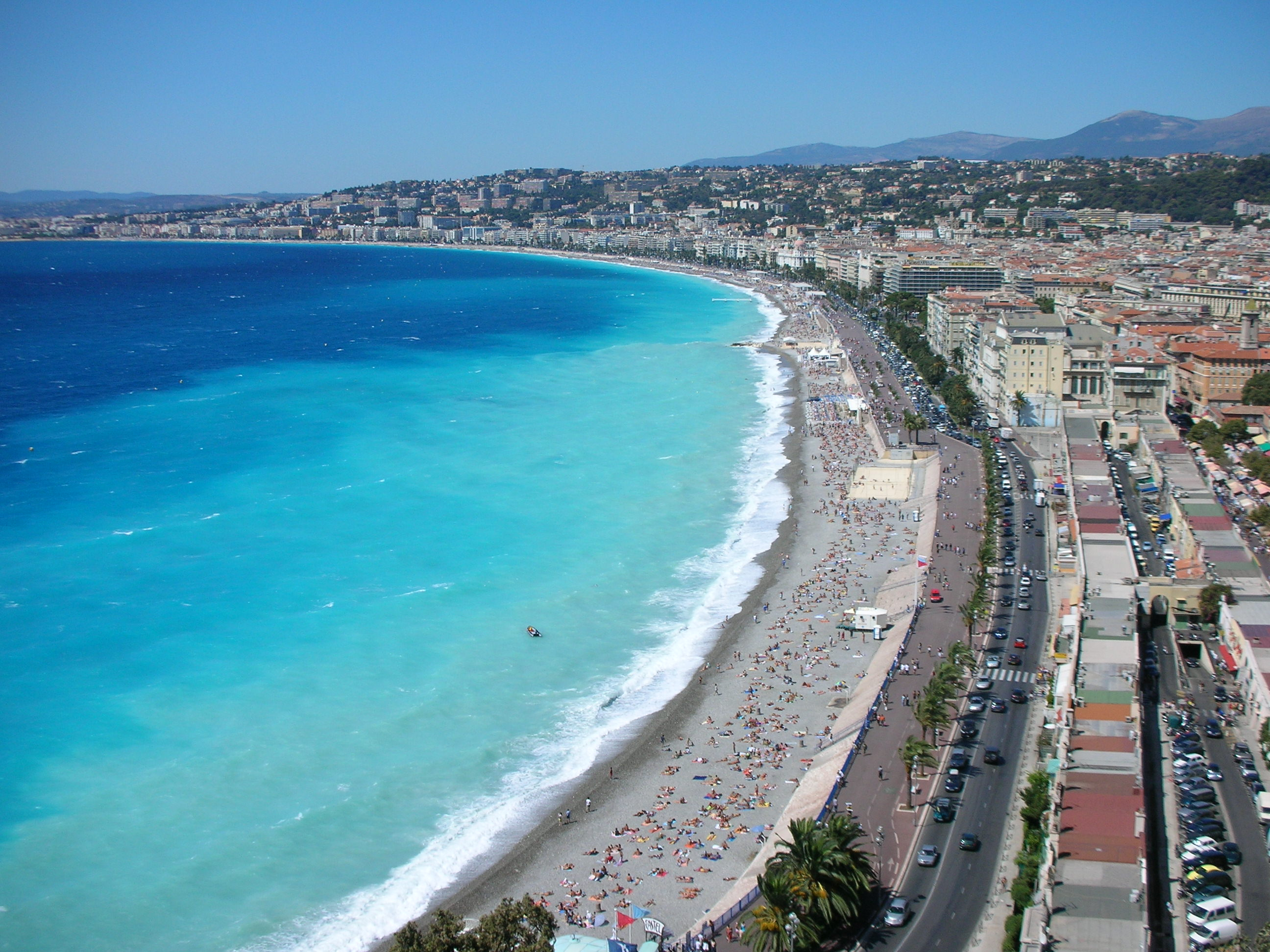
Litoral de Nice na Riviera Francesa.

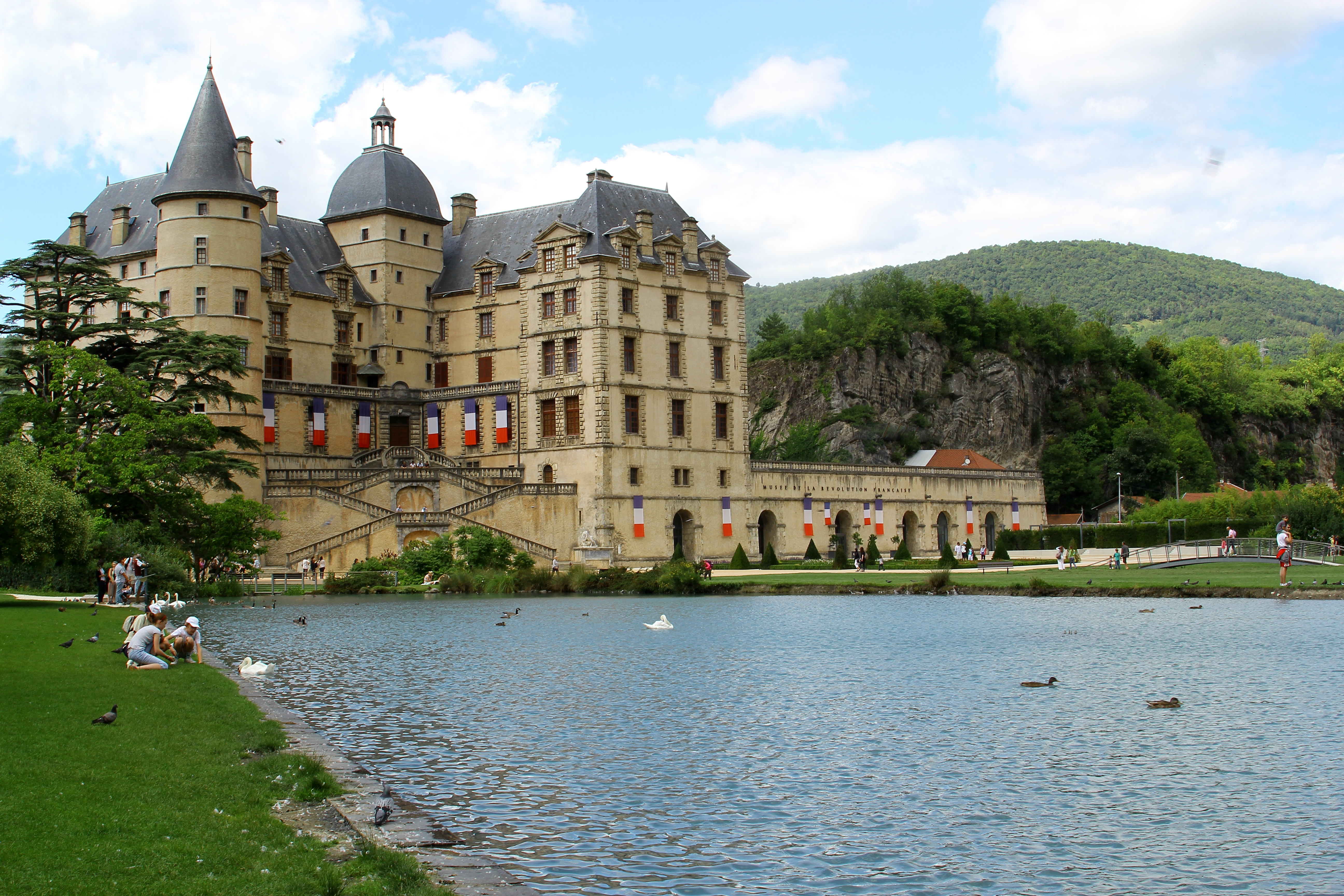
Museu da Revolução Francesa (Vizille).

A França atraiu cerca de 83 milhões de turistas estrangeiros em 2012, de acordo com a Organização Mundial do Turismo, o que a torna o principal destino turístico do mundo. Contudo, a França é listada apenas em 3º lugar de receita gerada pelo turismo, isto deve-se ao fato de que 20% mais turistas passam menos da metade do tempo que passam os turistas nos Estados Unidos. 
A França abriga 37 dos locais listados como Patrimônio Mundial da UNESCO e possui ainda grandes centros de referência cultural – tais como Paris, Estrasburgo, Toulouse, Bordéus e Lyon – além das regiões litorâneas e o interior de herança histórica única na Europa. Tido como um dos destinos turísticos mais visados do mundo, seja por seu nível cultural influente ou pelas condições climáticas amenas, o potencial turístico francês destaca-se inclusive entre os países vizinhos. 
Em 2012, o turismo contribuiu com mais de 77 bilhões de euros ao PIB do país, 30% do qual proveio de visitantes estrangeiros. A contribuição total do turismo para a França representa 9.7% do PIB e fornece 2.9 milhões de postos de trabalho (10.9% das taxas de emprego) no país. 

## Regiões turísticas

### Paris
Paris, a capital da França, é a 3º cidade mais visitada do mundo. Os museus parisienses figuram entre os maiores e mais prestigiados, incluindo o Louvre e o Musée d'Orsay. Paris abriga também algumas dos mais reconhecidos pontos turísticos do mundo, como a Torre Eiffel, o Arco do Triunfo e a Catedral de Notre-Dame. Próximo à capital francesa, está situado o suntuoso Palácio de Versalhes, uma das mais significantes obras da arquitetura, pintura, escultura e jardinagem mundial.
Outros pontos de interesse em Paris são:
- Centro Georges Pompidou
- Museu Picasso
- Basílica de Sacré Cœur
- Panteão
- Disneyland Paris
- Fontainebleau

### Outras locações
- Arles
- Avinhão com o Palácio dos Papas
- Bayeux com sua tapeçaria
- Bordéus
- Carnac com seus menhires
- Chartres com sua catedral
- Dijon com o Palácio dos Duques da Borgonha
- Estrasburgo com o Parlamento Europeu e sua catedral
- Grenoble e Vizille, Alpes
- As cavernas de Lascaux
- Lyon
- Marselha com o Castelo de If
- Metz com sua catedral
- Monte Saint-Michel na fronteira entre Bretanha e Normandia
- Mulhouse com seus museus de automóvel e caminho-de-ferro
- Nice
- Nîmes com sua arena e o Ponte do Gard
- Orange com seu Arco do Triunfo e seu teatro antigo
- Orleães na margem do rio Loire[2]
- Perpinhã com o Palácio dos Reis de Maiorca
- Reims com sua catedral
- Ruão
- Toulouse